# 中寮里 (高雄市)
中寮里為高雄市旗山區屬下的行政區劃。根據截至2025年4月（民國114年4月）的統計，該里有8鄰，109戶，178人。

## 歷史
今日行政區中寮里於台灣日治初期為「磱碡坑庄」範圍，隸屬於羅漢外門里。該庄昔日東隔楠梓仙溪與瀰力肚庄、三張廍庄相望，南與溪埔庄為鄰，西邊為深水庄、千秋藔庄、水蛙潭庄、田藔庄、南安老庄，北邊為溪州庄。
1901年（明治三十四年）11月11日，全台廢縣廳改設二十廳，該庄隸屬於蕃薯藔廳。1903年（明治三十六年）6月，該庄編入「溪州區」，隸屬於蕃薯藔廳。1909年（明治四十二年）10月，合併二十廳為十二廳，溪州區改隸屬於阿緱廳。1920年（大正九年），廢十二廳改設五州二廳，該庄改制為「磱碡坑」大字，隸屬於高雄州旗山郡旗山街。
1945年（民國三十四年）中華民國接收台灣後旗山街改制為旗山鎮，隸屬於高雄縣，大字亦改制為地段，稱「磱碡坑段」，現仍沿用。而日治時期磱碡坑下有二保，分為南勝、新光二里。1950年（民國三十九年）10月，高、屏分治，旗山鎮仍隸屬於高雄縣。1953年（民國四十二年）南勝里再分出中寮里。2010年12月，中寮里因為高雄縣、市合併而隸屬於直轄市高雄市旗山區。

## 外部連結
- 高雄市旗山區公所里政專區 （页面存档备份，存于）